# Anatoly Sokolov
Anatoly Sokolov, russ.: Анатолий Алексеевич Соколов (* 1953 in Moskauer Region, UdSSR) ist ein russisch-deutscher Kunstmaler und Kunstpädagoge.

## Leben
Durch einen Freund der Familie hatte Sokolov seinen ersten Kontakt mit der Kunst im Alter von 7 Jahren. Dem Studium bildender Kunst und Pädagogik am Moskauer Staatlichen Pädagogischen W.I. Lenin-Institut 1976–1980 folgen Tätigkeiten als Kunstpädagoge und schließlich als Direktor einer Schule der Künste mit drei Fakultäten (Bildende Kunst, Musik und Choreographie) bei Moskau. Sein Drang zum freien Schaffen wurde durch Kunstaufenthalte 1987 und 1988 in der „Ilja Repin-Akademische Datscha“ bei St. Petersburg gefördert. Die inspirierenden Bekanntschaften mit vielen dort arbeitenden Meistern der russischen Malerei prägten seinen damaligen Malstil. Darauf folgten Kunstreisen in die Tschechoslowakei und Polen.
Bei seinem Aufenthalt in Prag 1990–1993 kam Sokolov in die Berührung mit den westlichen Künstlern, ihren Denkweisen und Ansätzen. Das war die Geburtsstunde seiner persönlichen Handschrift. Dort lernt er den deutschen Kunstkenner und Galeristen Karl-Joseph Brockmanns kennen, der Sokolovs erste Ausstellungen in Deutschland initiiert und dazu beiträgt, sein Schaffensfeld nach Westeuropa zu verlagern.

## Schaffensperiode in Deutschland
1994 hat sich Sokolov mit seiner Familie in Bonn niedergelassen. Auf seinen Kunstreisen durch Westeuropa (Italien, Frankreich, Schweiz und den Niederlanden) studierte Sokolov die alten Meister und stellt diese der Gegenwartskunst der westlichen Welt gegenüber.
Angetrieben von der Vision eine Brücke zwischen dem westlichen und dem östlichen Kunstsystemen zu schlagen, gründete er 1997 in Bonn (Bad Godesberg) seine Kunstschule. Unter seinen Absolventen waren angehende Künstler, Designer und Architekten, die ihren Werdegang erfolgreich an deutschen (Kunst-)Hochschulen fortsetzten. 
Das rege Interesse der Bürger an Sokolovs Kunstschule zeigte die Notwendigkeit einer Austauschplattform für Kunstinteressierte in der Region. Dies war der Startschuss für die Gründung des Kunstvereins Bad Godesberg e.V., der durch Sokolovs Schüler und dem ehemaligen Bürgermeister Klaus Vogel schnell Interessenten aus den benachbarten Stadtteilen anzog.
In den letzten Jahren widmet sich der Künstler der Malerei und lässt an seinem Wissen in Kunstseminaren in seinem Atelier teilhaben. In seinem Fokus stehen die Landschaften von Bonn und Umgebung, sowie die Malerei von Porträtaufträgen. 
Sein Lebenswerk krönt ein über mehrere Jahre entstandenes, großformatiges Triptychon mit dem Bonner berühmtesten Kind Ludwig van Beethoven, der im Jahr 2020 sein 250-jähriges Jubiläum feierte. Dies entstand mit der Unterstützung vom Ministerium für Kultur und Wissenschaft des Landes Nordrhein-Westfalen.

## Ausstellungen und Mitgliedschaften
Der Künstler ist Mitglied im BBK Bonn (Berufsverband Bildender Künstler e.V.) und im Russischen Verband der Bildender Künstler (rus: Творческий союз художников России) und nimmt seit 1976 regelmäßig an Gruppen- und Einzelausstellungen teil. Seine Werke befinden sich in privaten Sammlungen in Deutschland, USA, Italien, Niederlande, Schweiz, Österreich und Kanada.